# 衢州
衢州（くしゅう）は、中国にかつて存在した州。唐代から元初にかけて、現在の浙江省衢州市一帯に設置された。

## 概要
621年（武徳4年）、唐が李子通を平定すると、東陽郡信安県に衢州が置かれた。625年（武徳8年）、衢州は廃止され、婺州に編入された。686年（垂拱2年）、再び衢州が置かれた。742年（天宝元年）、衢州は信安郡と改称された。758年（乾元元年）、信安郡は衢州の称にもどされた。衢州は江南東道に属し、信安・竜丘・盈川・須江・常山の5県を管轄した。
宋のとき、衢州は両浙路に属し、西安・竜游・江山・常山・開化の5県を管轄した。
1276年（至元13年）、元により衢州は衢州路総管府と改められた。衢州路は江浙等処行中書省に属し、録事司と西安・竜游・江山・常山・開化の5県を管轄した。1359年、朱元璋により衢州路は衢州府と改められた。
明のとき、衢州府は浙江省に属し、西安・竜游・江山・常山・開化の5県を管轄した。
清のとき、衢州府は浙江省に属し、西安・竜游・江山・常山・開化の5県を管轄した。
1913年、中華民国により衢州府は廃止された。